# Timòmac d'Atenes
Timòmac (grec antic: Τιμόμαχος, Timomachus) fou un militar atenenc nadiu del demos d'Acarnes.
L'any 366 aC va dirigir un cos de tropes atenenques que unides a una força espartana havia de controlar l'istme de Corint contra els tebans. Va ometre vigilar els passos d'Onèon i Epaminondes, que s'estava preparant per envair Acaia, va enviar al general argiu Písies a prendre el control de la muntanya i així els tebans van poder passar l'istme, segons Xenofont i Diodor de Sicília.
Aparentment, cap al final de l'any 361 aC va ser enviat a agafar el comandament de Tràcia, on no va obtenir cap èxit pels atenencs com havia passat als seus predecessors, Menó i Autocles. Va rebre una carta del rei dels odrisis Cotis I que refusava totes les promeses que havia fet als atenencs quan els va demanar ajut contra el rebel Miltòcites. Les seves disposicions militars van ser poc correctes i segons Èsquines fins i tot va ser descuidat amb l'administració i el seu tresorer Hegesandre es va poder apoderar de 80 mines de diners públics.
El va substituir Cefisòdot el 360 aC, i al seu retorn a Atenes Apol·lodor d'Acarnes, fill del banquer Pasió d'Atenes, que era un dels trierarques, el va portar a judici. El van condemnar i segons Demòstenes li van imposar una forta multa, però en realitat el van condemnar a mort, segons uns escolis a Èsquines.